# Хазе (лунный кратер)
Кратер Хазе (лат. Hase) — большой древний ударный кратер в южном полушарии видимой стороны Луны. Название присвоено в честь немецкого математика, астронома и картографа Иоганна Хазе (1684—1742); утверждено Международным астрономическим союзом в 1935 г. Образование кратера относится к нектарскому периоду.

## Описание кратера

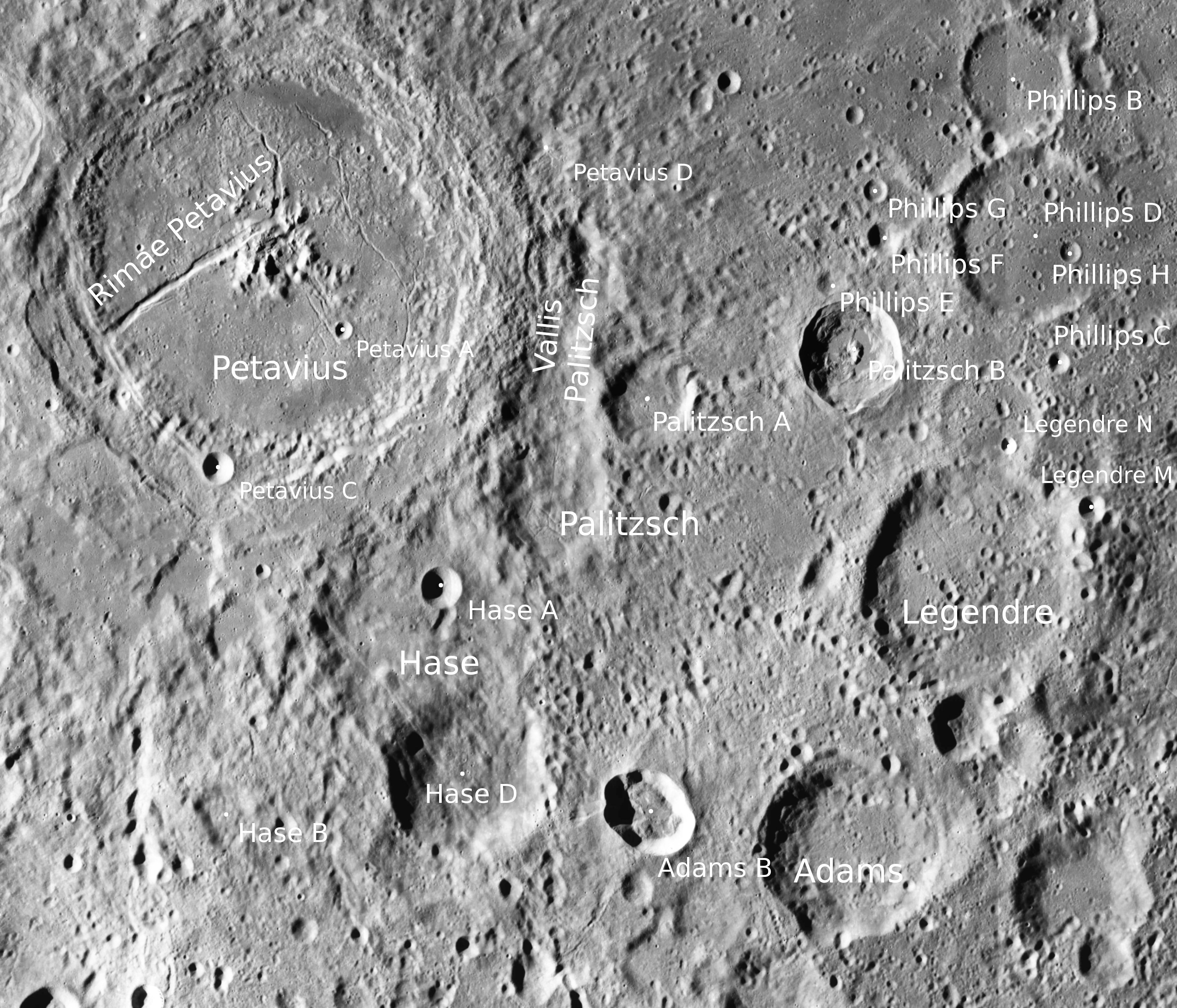
Окрестности кратера Хазе. Снимок зонда Lunar Reconnaissance Orbiter.

Кратер Хазе примыкает к юго-восточной части массивного внешнего склона вала кратера Петавий, в свою очередь к северо-восточной части вала кратера Хазе примыкает кратер Палич. Другими его ближайшими соседями являются кратер Снеллиус на западе; кратер Лежандр на востоке; кратер Адамс на востоке-юго-востоке и кратер Фурнерий на юге-юго-западе. От южной оконечности вала кратера Петавий в юго-восточном направлении отходят, пересекая чаши кратера Хазе и сателлитного кратера Хазе D, борозды Хазе; на западе-юго-западе расположена долина Снеллиуса. Селенографические координаты центра кратера 29°22′ ю. ш. 62°41′ в. д. / 29,37° ю. ш. 62,68° в. д., диаметр 82,1 км, глубина 3520 м.
Кратер Хазе имеет близкую к циркулярной форму и практически полностью разрушен, южная часть кратера перекрыта сателлитным кратером Хазе D. Вал сглажен и трудно различим на фоне окружающей местности. Дно чаши пересеченное, немного восточнее центра чаши расположена короткая цепочка кратеров к северной части которой примыкает приметный чашеобразный сателлитный кратер Хазе A.

## Сателлитные кратеры
| Хазе | Координаты                                            | Диаметр, км |
| ---- | ----------------------------------------------------- | ----------- |
| A    | 29°04′ ю. ш. 62°56′ в. д. / 29,06° ю. ш. 62,94° в. д. | 14,6        |
| B    | 31°31′ ю. ш. 60°04′ в. д. / 31,51° ю. ш. 60,06° в. д. | 20,0        |
| D    | 31°07′ ю. ш. 63°18′ в. д. / 31,11° ю. ш. 63,3° в. д.  | 56,7        |

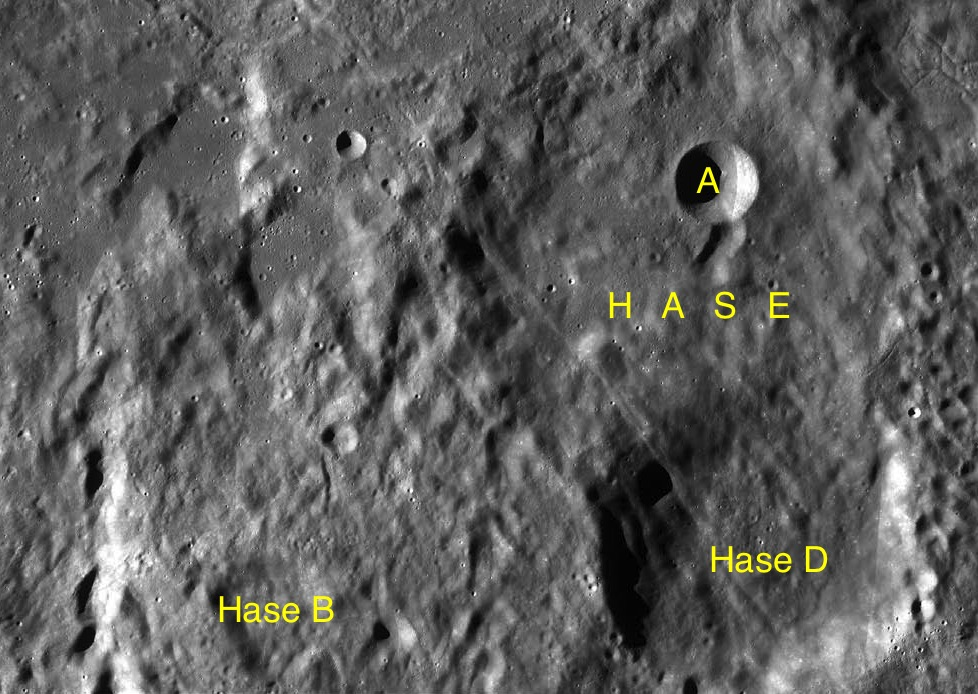
Фрагмент карты LAC-98.

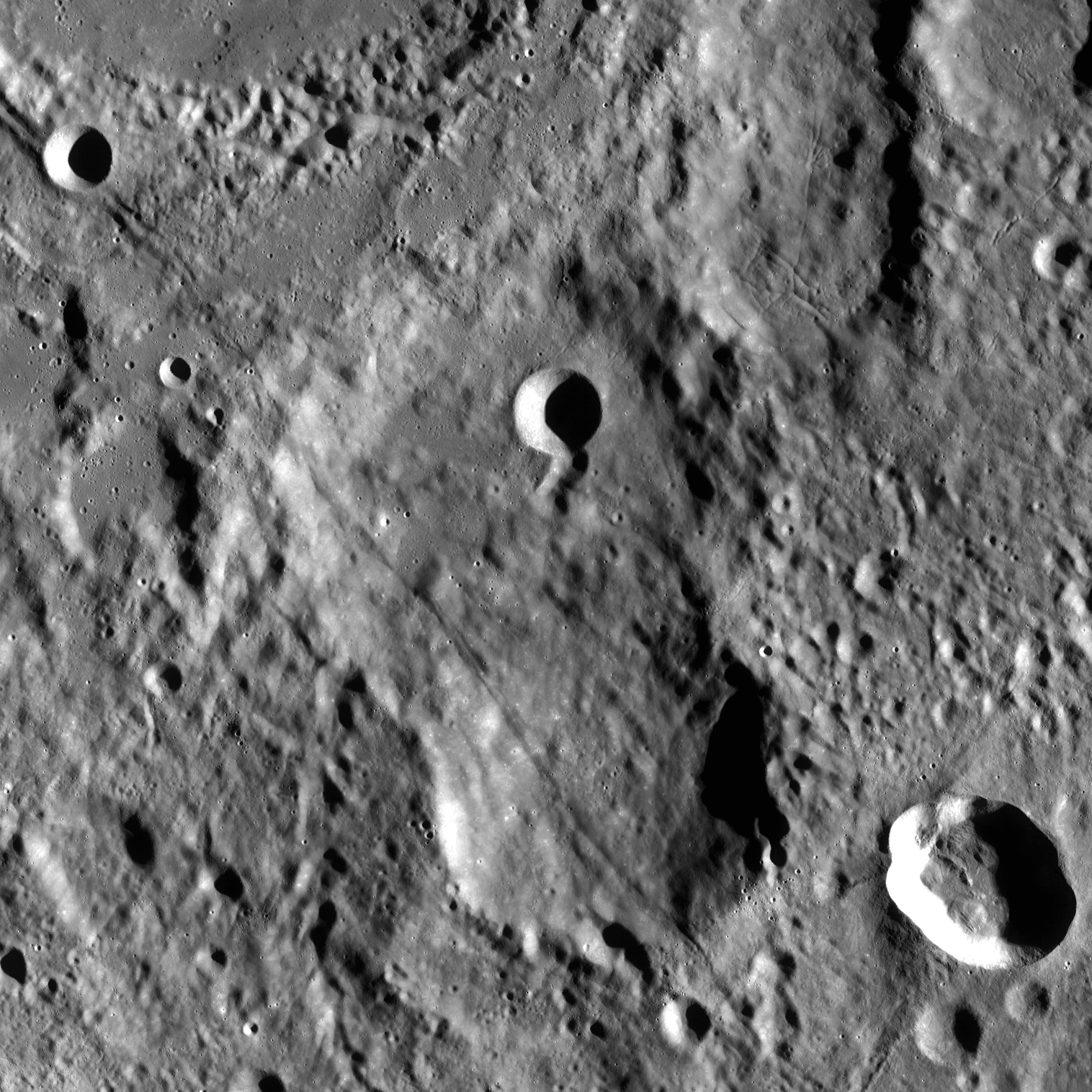
Кратер Хазе. Снимок зонда Lunar Reconnaissance Orbiter.

- Образование сателлитного кратера Хазе D относится к нектарскому периоду[1].

## См.также
- Список кратеров на Луне
- Лунный кратер
- Морфологический каталог кратеров Луны
- Планетная номенклатура
- Селенография
- Минералогия Луны
- Геология Луны
- Поздняя тяжёлая бомбардировка